# Mạng thần kinh truyền thẳng

Trong một mạng truyền thẳng, thông tin luôn luôn di chuyển theo một hướng và không bao giờ theo hướng ngược lại. Trong hình là một mạng thần kinh truyền thẳng đơn giản, thông tin từ các nút đầu vào truyền thẳng theo hướng tới các nút đầu ra xuyên qua các nút ẩn.

Mạng thần kinh truyền thẳng (hay còn gọi là mạng nơ-ron truyền thẳng, tiếng Anh: feedforward neural network, đôi khi viết tắt là FNN) là một mạng thần kinh nhân tạo trong đó kết nối giữa các nút không hình thành một chu trình. Theo cách đó, FNN khác với hậu duệ của nó: các mạng thần kinh hồi quy.
Mạng thần kinh truyền thẳng là loại mạng thần kinh nhân tạo đầu tiên và đơn giản nhất được phát minh ra.
Trong mạng này, thông tin di chuyển chỉ một chiều —hướng đến— từ các nút đầu vào, thông qua các nút ẩn (nếu có) và đi đến các nút đầu ra. Không có chu trình (chu kỳ) hoặc vòng lặp trong mạng.